# 昆庫斯山 (奧永區)
10°38′56″S 76°43′17″W / 10.64889°S 76.72139°W
昆庫斯山（Kunkush），是秘魯的山峰，位於該國中南部利馬大區，由奧永省的奧永區負責管轄，屬於安地斯山脈的一部分，海拔高度4,800米。